# بانوی دریاچه
بانوی دریاچه (انگلیسی: Lady of the Lake) عنوان یک شخصیت جادوگر در ماهیت بریتن می‌باشد. او نقش بسیار مهمی در اغلب داستان‌ها دارد که از میان آنها می‌توان به سپردن شمشیر اکس‌کالیبور به شاه آرتور اشاره داشت. وی همچنین در بالا بردن مقام لانسلوت پس از مرگ پدرش نقش عمده‌ای داشت. در برخی از نسخه‌ها، حداقل از دو شخصیت با نام بانوی دریاچه از چرخهٔ پسا-وولگیت نام برده شده.

## نگارخانه

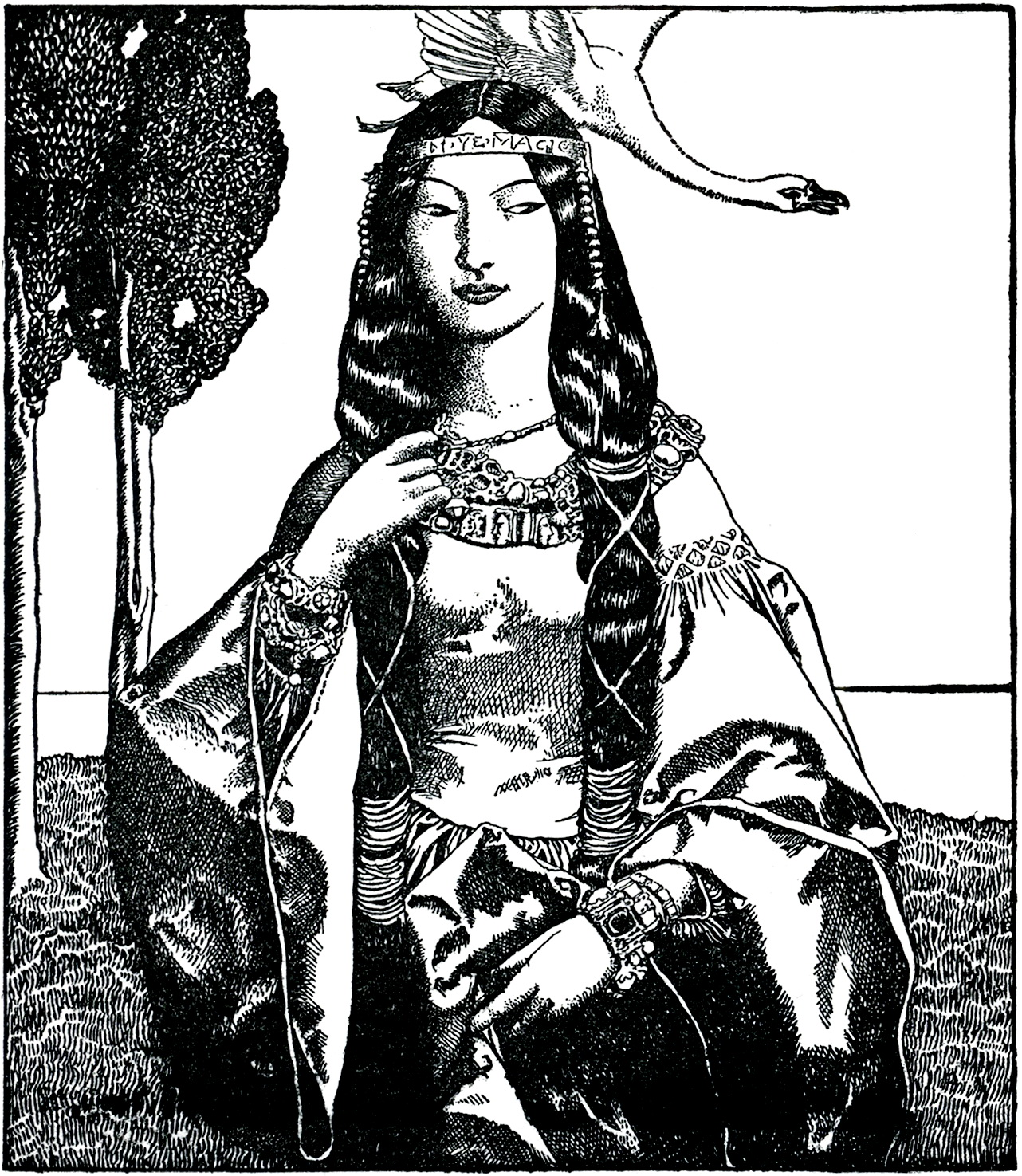
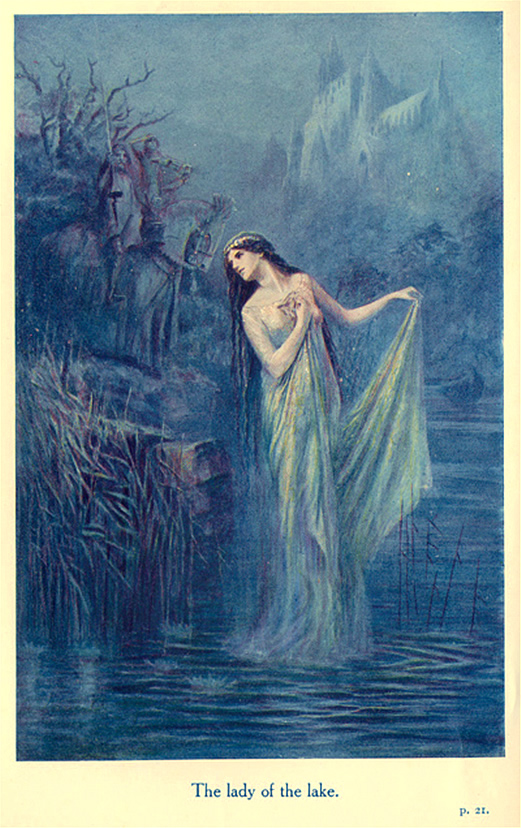
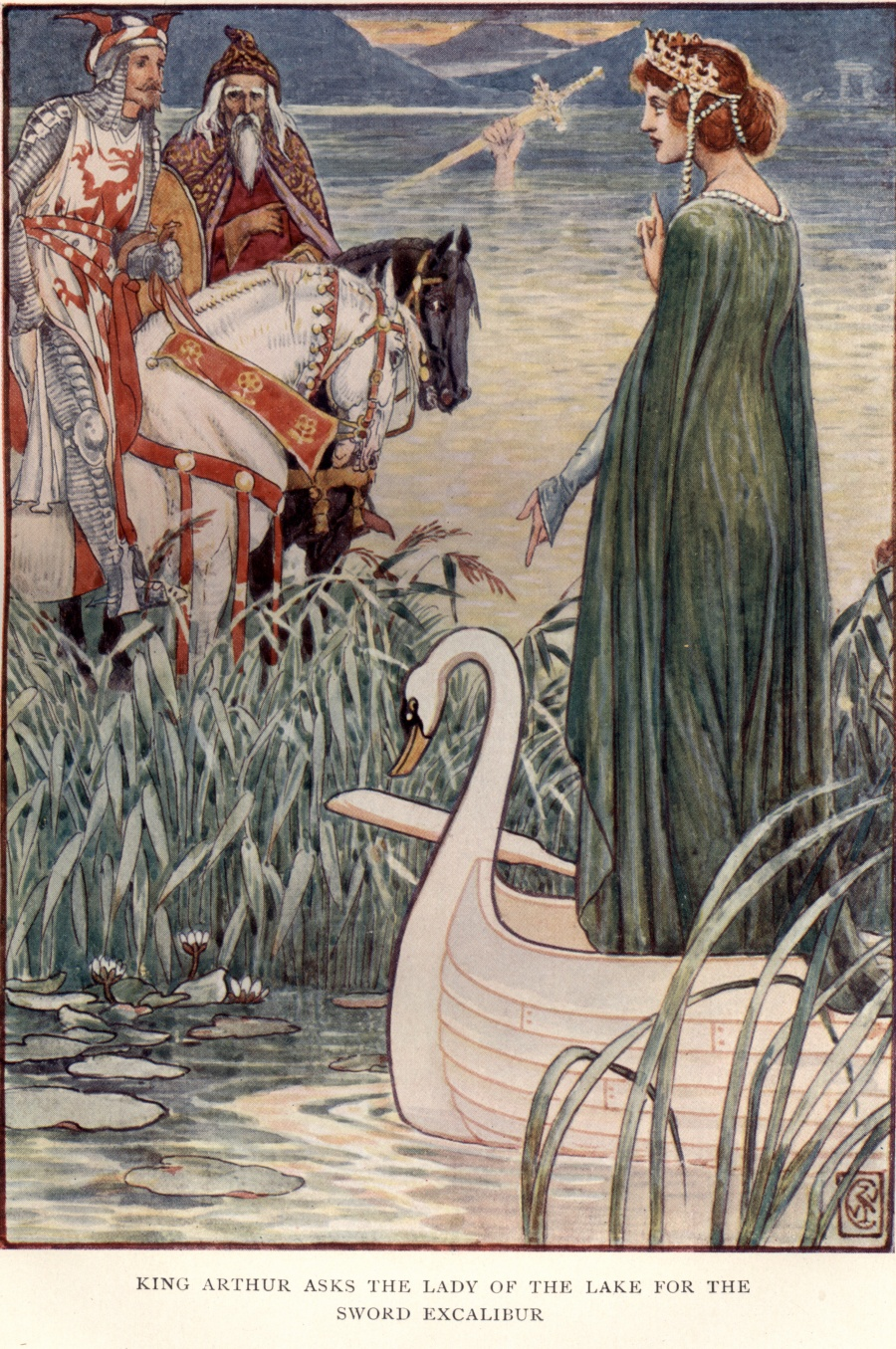
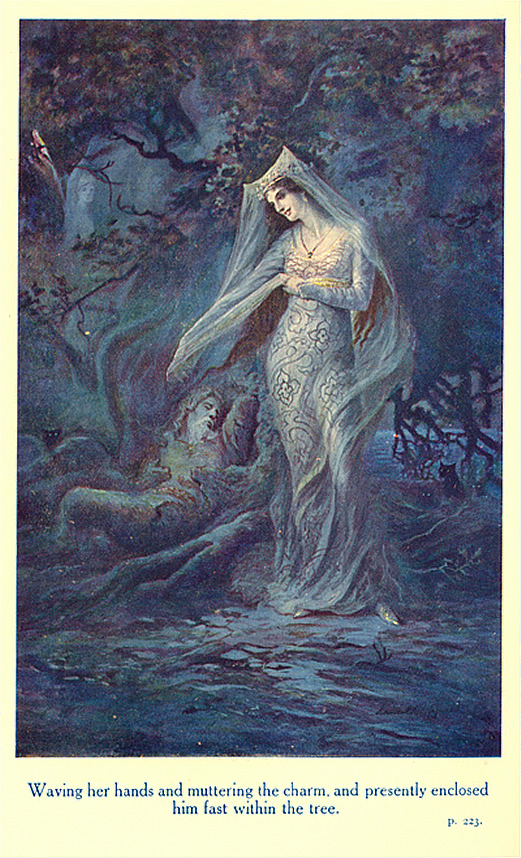
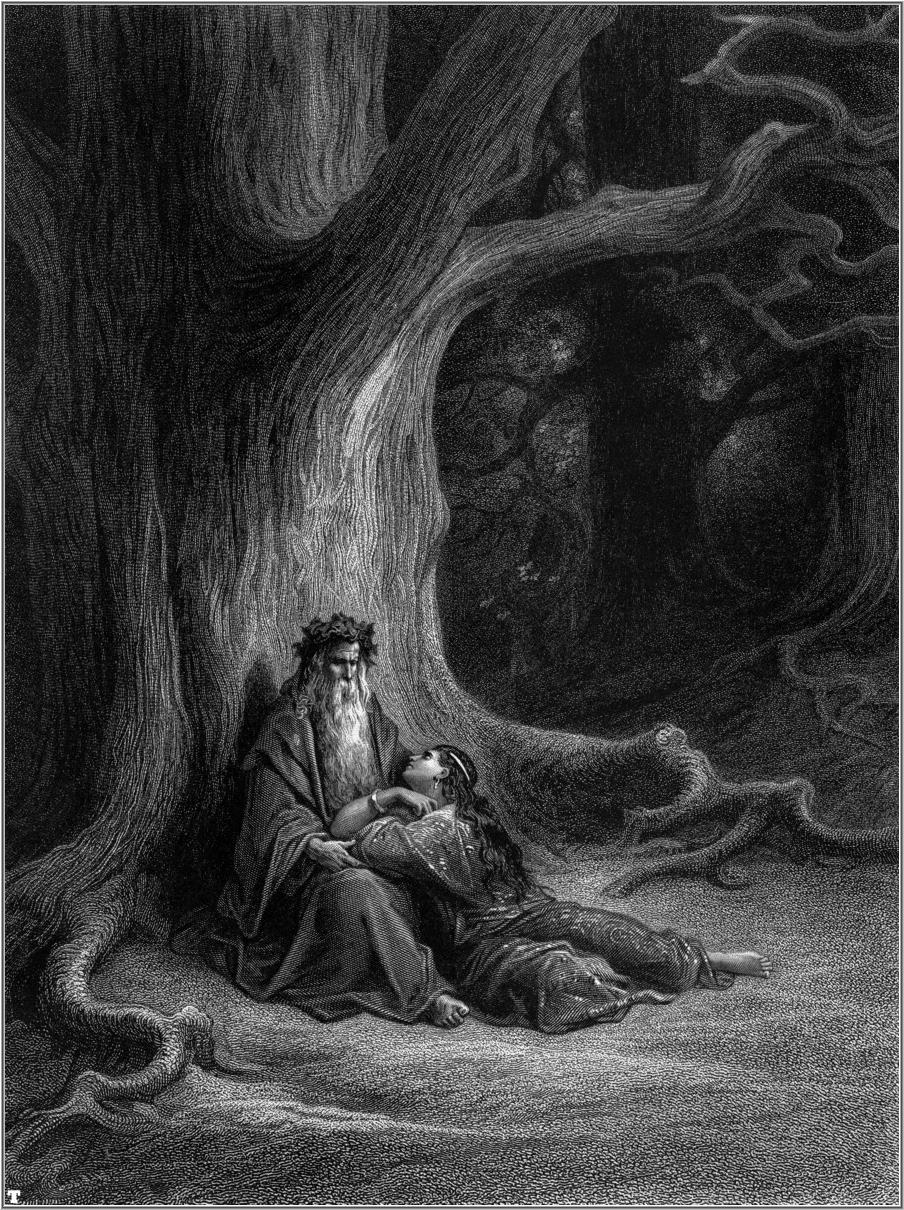
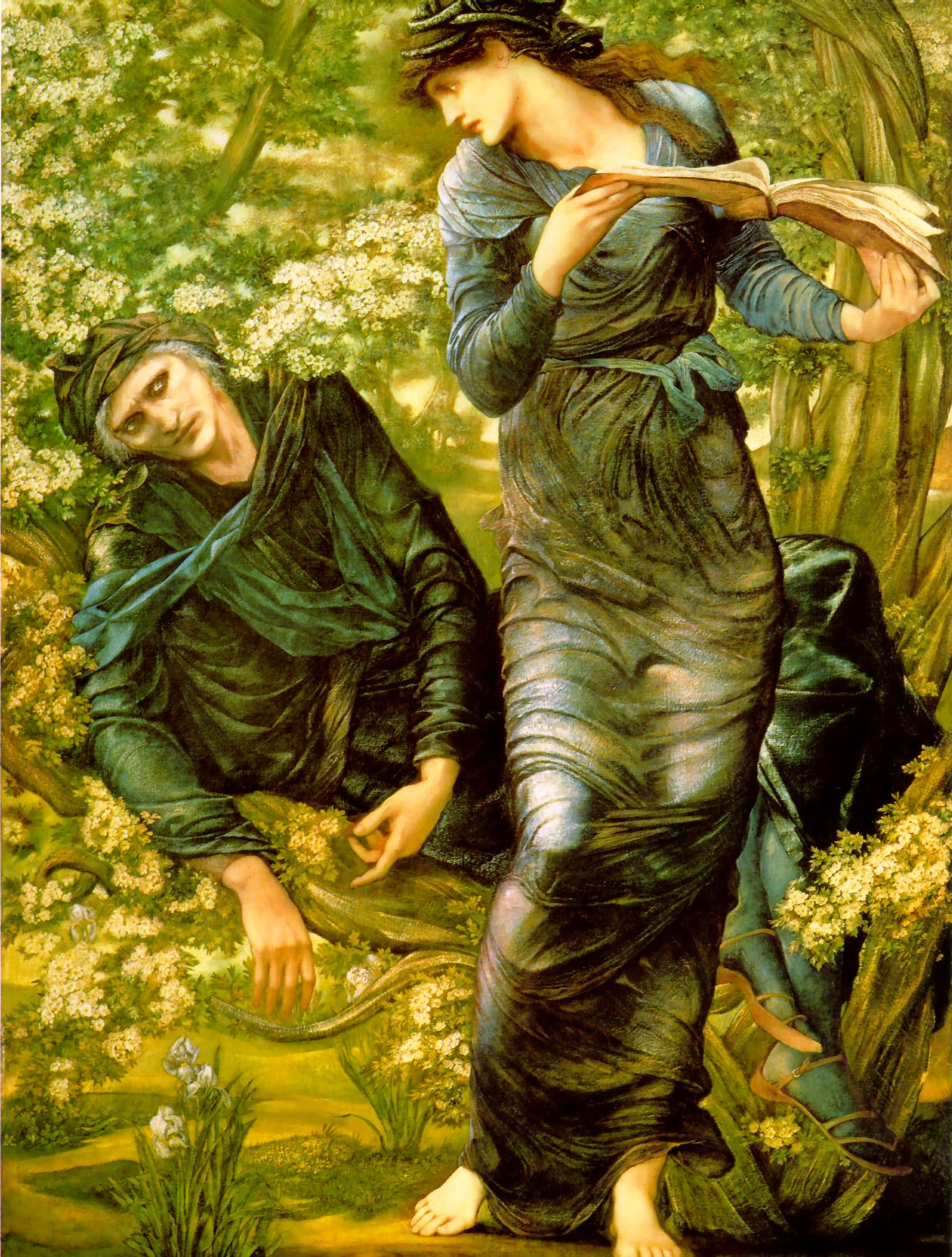
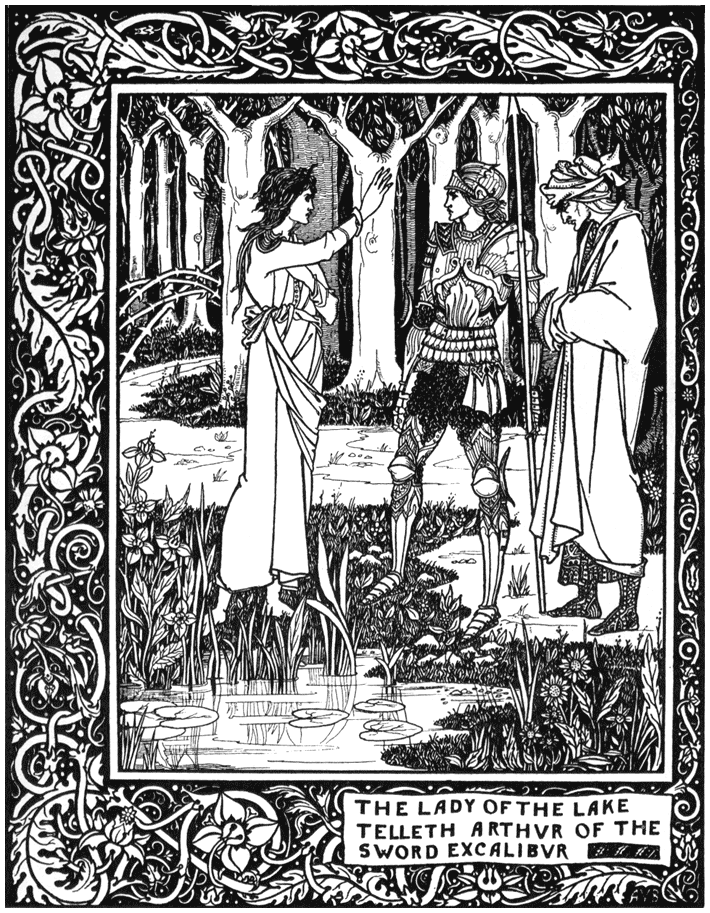
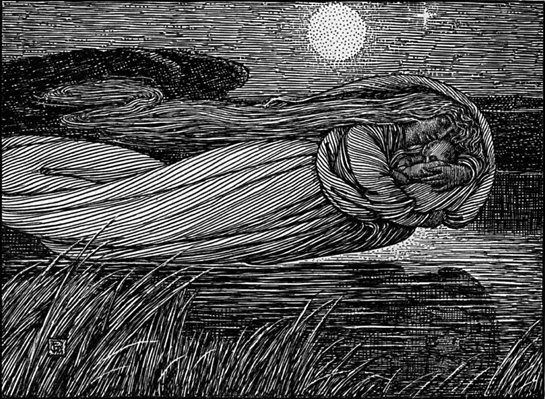